# Гідромоніторно-насосна установка

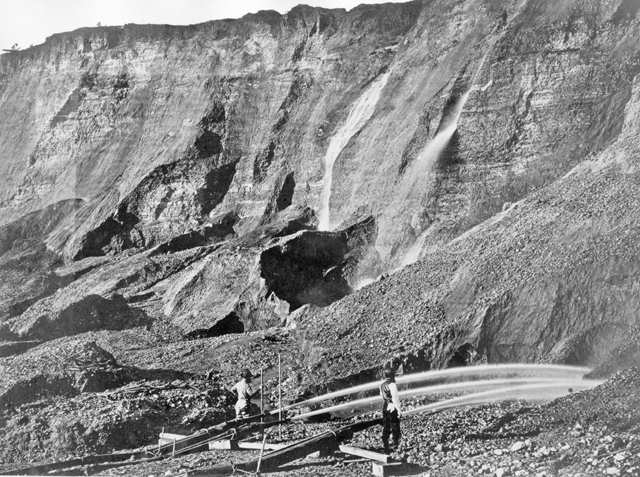
Золотовидобувна копальня, Каліфорнія, між 1857 і 1870 рр. Гідромоніторний розмив гірської породи.

Гідромоніторно-насосна установка (рос. гидромониторно-землесосная установка, англ. hydromonitor and dredge pump installation, нім. Wasserstrahlpumpe f) — комплекс обладнання для розробки вибою струменем води і гідротранспортування гідросуміші, що утворюється. Складається з гідромоніторів і землесосної установки. Обладнання Г.-з.у., як правило, несамохідне. Використовується при веденні гідророзкривних і добувних робіт.
Г.-з.у. уперше застосована в 1928 при видобутку озокериту на пів-ві Челекен в Каспійському м. У незатоплених вибоях на кар'єрах зви-чайно використовують
Г.-з.у. з роздільним розміщенням гідромонітора і землесосної станції. У цьому випадку гідромонітор розташовують у вибої і переміщують в мі-ру посування вибою; за допомогою тракторів пересува-ють землесосну станцію (крок пересування 100—120 м).
Найефективнішою є робота групових Г.-з.у., продуктивність яких досягає 1600 тис. м³, коеф. використання робочого часу — 0,92. У затоплених вибоях застосовуються плавучі Г.-з.у.